# MiG–3
A MiG–3 (oroszul: МиГ–3) szovjet vadászrepülőgép volt a második világháború alatt. A repülőgépet a MiG–1 vadászgépből fejlesztette az 1. számú repülőgépgyár tervezőirodája, hogy kiküszöböljék a MiG–1 fejlesztése és használata alatt észlelt problémákat. 1940. december 20-a után az 1. számú repülőgépgyárban a MiG–1 helyett már ezt a gépet szerelték össze, és 1941-ig nagy sorozatban gyártották. Ekkor a gyárat az Il–2 csatarepülőgépek gyártására állították át.
1941. június 22-én a Barbarossa hadművelet megindulásakor 981 gép volt szolgálatban a szovjet légierőnél, a szovjet légvédelemnél és a szovjet haditengerészeti légierőnél. A MiG–3-at békeidőben is nehéz volt repülni, de sokkal nehezebb volt harci bevetések alatt. A gépet eredetileg magassági bevetésekre tervezték, de a keleti fronton a harcok legtöbbször kis magasságban zajlottak, ahol nemcsak a német Bf 109, hanem a legtöbb egykori szovjet vadászgép is jobbnak bizonyult nála. Vadászbombázóként is erőltették bevetését 1941 őszén, de erre ugyanúgy nem volt alkalmas. Később a túlélő példányokat a légvédelemhez csoportosították, ahol a hátrányai kevésbé jelentkeztek, az utolsót még a háború befejezése előtt leszerelték.

## Fejlesztés
A MiG–1 vadászgép próbarepülései alatt tapasztalt nagyszámú üzemzavar arra kényszerítette a tervezőket, hogy több változtatást eszközöljenek a konstrukción. Méréseket végeztek egy legyártott repülőgéppel a CAGI T–1 szélcsatornájában, hogy megállapítsák a hibákat és azok javasolt kiküszöbölését. Az első repülőgép, amelyen már az összes módosítást végrehajtották, az I-200 negyedik prototípusa volt. Ez a gép először 1940. október 29-én szállt fel, majd az állami vizsgák során sorozatgyártásra fogadták el. Az új gép, amelynek típusjele MiG–3 lett, december 20-án készült el és még az év vége előtt 20 példányt rendeltek belőle.
A módosítások az alábbiak voltak:
- A motor 100 mm-rel előbbre került a hosszanti stabilitás javítása érdekében.
- A gép új, OP–310 jelű vízhűtőt kapott.
- Az első két változtatás lehetővé tette egy 250 literes üzemanyag póttartály felszerelését a pilótaülés alá.
- A szárnyvégek V-állásának szögét 1°-kal növelték a hosszstabilitás érdekében.
- A motor alá további olajtankot építettek be.
- Csővezetéket építettek be, hogy az üzemanyagtartály tűzveszélyességét csökkentsék hűtött kipufogó gázok bevezetésével.
- A pilótaülést hátulról 8 mm vastag páncéllemezzel védték (a későbbi modellekben a vastagságát 9 mm-re növelték).
- A feltöltő kompresszor beömlését áramvonalasabbá tették.
- A főfutókat megerősítették és a kerekek méretét 650×200 mm-re növelték.
- A pilótafülke ablakát hátrafelé megnövelték, hogy javítsák a pilóta kilátását, ez lehetővé tette egy RSZI–1 rádió antennájának elhelyezését a pilóta mögött. (Később a rádiót lecserélték RSZI–4 típusra).
- A műszerfal áttekinthetőségét javították és az eredeti PBP–1 irányzékot lecserélték PBP–1A típusra.
- A SKASZ géppuskák lőszerjavadalmazását 750 db/géppuska értékre növelték.
- Két további, szárny alatti felfüggesztési pontot alakítottak ki legföljebb 220 kg tömegű bomba, permetező tartály vagy RSZ–2 rakéták felfüggesztésére.[1]

Két szériagép állami vizsgálatát 1941. január 27. és február 26. között hajtották végre. Megállapították, hogy a gépek tömege 250 kg-mal nagyobb, mint a MiG–1-eseké, ami korlátozta a gépek fordulékonyságát és földi teljesítményüket. Az 5000 m magasságra emelkedés ideje egy perccel megnőtt, és a szolgálati magasság 500 m-rel csökkent. A MiG–3 gyorsabb lett tengerszinten is és nagyobb magasságban is. Bár mindkét gép hatótávolsága nagyobb volt az előző típusénál, de nem érte el a kitűzött 1000 km-es távolságot.
Mikojan és Gurevics tiltakozott a próbák hatótáv eredményei miatt, mivel számításaik szerint a MiG–3 1010 km-t tudott volna repülni 0,46 kg/km fajlagos üzemanyag fogyasztás esetén. Az állami vizsgák alatt a fajlagos üzemanyag fogyasztás 0,48 kg/km volt, de a korábbi üzemi próbák alatt 0,38 kg/km értéket mértek. A tervezők ennek okát abban látták, hogy a magassági korrekció hibás volt és ezért a motor rosszul lett beállítva. Odáig mentek, hogy két további próbát harcoltak ki Leningrád és Moszkva között, annak bebizonyítására, hogy a gép képes 1000 km-t repülni. A sorozatban gyártott gépek hatótávolsága 1100 km és 971 km között mozgott, a legnagyobb sebesség 90%-ával 7300 m magasan repülve a légierő kísérleti intézetének jegyzőkönyve szerint.
A MiG–3 vadászgépnél észlelt komoly problémák ellenére az egyik tervező, Mihail Gurevics Sztálin-díjat kapott 1941-ben „a szovjet aviatika fejlesztésében betöltött szerepéért”.
Több jelentés érkezett a légierő kísérleti intézetéhez, hogy a csapatok kevés jó minőségű repülőgépet kaptak, mivel az ő felelősségük volt a légierőhöz leszállított gépek ellenőrzése. 1941. május 31-én a kísérleti intézet hanyagságát állapította meg a védelmi ipar népbiztossága. Több csoportvezetőjét lefokozták és az intézet parancsnokát, Alekszandr I. Filin tábornokot kivégezték.
Sok MiG–3 teljesítménye elfogadhatatlan volt nagyobb magasságban, annak ellenére, hogy a gépet eredetileg magassági vadászrepülőnek tervezték. Az oxigénellátás gyakran nem bizonyult elegendőnek és a repülőgép viselkedése átesésnél és dugóhúzónál rendkívül veszélyes volt, különösen gyakorlatlan pilóták számára. Jól szemléltette ezt egy 1941. április 10-én történt eset, amikor Kaunas felett egy 9000 m magasan repülő német felderítő repülőgép elfogására szállt fel három MiG–3. Mindhárom gép dugóhúzóba esett, melyből pilótái nem tudták kivenni, el kellett hagyniuk a gépeket és egyikük meg is halt. A Kísérleti Intézet egy mérnököt küldött az eset kivizsgálására, aki megállapította, hogy mindhárom pilóta nagyon kevés időt repült a MiG–3-mal és magassági gyakorlaton egyáltalán nem vettek részt. Problémák merültek fel nagy magasságban az üzemanyag és olaj nyomásával kapcsolatban is a szivattyúk nem megfelelő működése folytán.

## Összevetés más korabeli vadászrepülőgépekkel
A MiG–3 640 km/h-s csúcssebessége 7200 m magasságon nagyobb volt, mint a német Bf 109F–2 615 km/h-ja, és a brit Supermarine Spitfire Mk. V 603 km/h-s sebessége, amelyek 1941 elején voltak hadrendbe állítva a harcoló feleknél. Kisebb magasságon azonban a sebességi előny eltűnt, mivel tengerszinten csak 505 km/h volt a csúcssebesség, míg a Bf 109F-2 515 km/h értéket ért el. A MiG–3 és pilótái szerencsétlenségére a keleti fronton a légiharc általában kis és közepes magasságban zajlott, ahol hátrányban volt ilyen téren.
A MiG 3350 kg-os felszállási tömege nagyobb volt, mint a Bf 109F-2 2972 kg-os értéke. Kevésbé volt fordulékony ellenfelénél a nagyobb szárnyfelületi terhelés következtében. Ehhez hozzáadódott a MiG gyenge emelkedési sebessége, nagy sebességnél észlelhető instabilitása és gyenge fegyverzete is.
A MiG–3 szabványos fegyverzete egy 12,7 mm UBSZ géppuskából és két 7,62 mm kaliberű SKASZ géppuskából állt. Ez az összeállítás az akkori nemzetközi szokásos fegyverzetnél kissé gyengébb volt, például legnagyobb ellenfele, a Messerschmitt Bf 109 20 mm-es gépágyúval és két 7,92 mm-es géppuskával volt felszerelve. Hogy orvosolják ezt a hiányosságot, 821 repülőgépet két további 12,7 mm-es UBK géppuskával láttak el, amelyek szárny alatti tartókban voltak elhelyezve. A géppuskakonténerek 20 km/h-val csökkentették a gép sebességét minden magasságon, ami nagyon népszerűtlenné tette a pilóták körében, néhányan el is távolították gépükről a felfüggesztett géppuskákat. Száz repülőgépet két UBSZ géppuskával szereltek fel a SKASZ géppuskákon túl. 215 gép az UBSZ géppuskákon kívül hat RSZ–82 földi célok elleni rakétát is kapott. Végül 72 gépre két 20 mm-es SVAK gépágyút építettek be. Változatos fegyverzet összeállításokat próbáltak ki részint a pilóták kérésére, részint hogy elkerüljék az ellátás hiányait.

### Sorozatgyártás
A légügyi minisztérium 1940 decemberben kiadott tervei szerint az 1. sz. gyárnak 3500 darab repülőgépet kellett volna gyártania 1942 folyamán. Ugyancsak le kellett volna gyártania 100 repülőgépet a 43. sz. kijevi üzemnek, és elő kellett volna készíteni a sorozatgyártást egy továbbfejlesztett változatra a gorkiji 21. sz. üzemben is, de ezt az utóbbi tervet rövidesen törölték. Az 1. sz. üzem 1941 januárban 140 gépet gyártott le, a termelés lassan felfutott: júliusban 496, augusztusban 562, szeptemberben 450 készült el. Októberben a német előnyomulás Moszkva felé arra kényszerítette a vezetést, hogy evakuálják a gyárat Kujbisevbe, ahol a gyártás nehéz körülmények között újraindult. Rövidesen azonban Sztálin közvetlen parancsára leállították a termelést és a kapacitásokat átállították az Il–2 csatarepülőgép gyártására. A döntéshez hozzájárult az is, hogy az Il–2 motorja, a Mikulin AM–38 és a MiG–3 motorja, az AM–35 között sok hasonlóság volt, ezért az utóbbi gyártására való átállás nem volt nehéz.
A MiG–3 előállítására egy másik üzemet jelöltek ki, amely korábban csak tartalék alkatrészeket gyártott repülőgépekhez, ezt átnevezték 165. sz. üzemmé, de a terveket a németek előnyomulása megakadályozta és egyetlen gépet sem tudtak legyártani.

## Szolgálatban
A MiG–3 vadászgépekkel a légierő 1941 tavaszán kezdték felszerelni leváltva a kisebb teljesítményű Polikarpov I–152, I–153 kétfedelű, és I–16 egyfedelű gépeket. A MiG–1-hez képest jelentős változtatások végrehajtása után is a MiG–3-mal nehéz volt repülni. Sok vadászegység nem fordított elég gondot az új vadászgép kezelésének betanítására, amely gyökeresen másképp viselkedett elődeihez képest. A gépek gyors kiszállítása azt eredményezte, hogy a német támadás idején sok egység több új MiG-gel rendelkezett, mint pilótával, aki vezetni tudta volna. 1941. június 1-jén 1029 MiG–3 volt a csapatoknál, de csak 494 kiképzett pilóta.
A 31. vadász repülőezred gyakorlatlan pilótáival szemben a 4. vadász hadtest lelőtt három német nagy magasságban repülő felderítő repülőgépet még a háború kitörése előtt, 1941 júniusában. A magassági harcban ugyan jól bevált a MiG–3, de a keleti fronton az összecsapások túlnyomó többsége alacsonyan történt, ahol a gép érezhető hátrányban volt minden téren a Bf 109-cel, de a többi modern szovjet vadászgéppel, például a Jak–1-el szemben is. A csatarepülőgépek nem kielégítő mennyisége miatt 1941-ben a MiG–3-at olyan célokra is használták, amire tökéletesen alkalmatlan volt.
Alekszandr Je. Svarev pilóta így emlékezett: "A MiG kiváló volt 4000 m felett, de kisebb magasságokban, ahogy mondtuk, 'tehén' módjára viselkedett. Ez volt az egyik baj. A másik a fegyverzetének gyengesége és gyakori üzemzavarai. A harmadik gyenge pontja a gépnek az irányzó pontatlansága volt, ennek következtében a pilóták annyira megközelítették a célt, amennyire csak tudták és találomra céloztak."
1941. június 22-én a legtöbb MiG–1 és MiG–3 vadászgép a Szovjetunió határmenti katonai körzeteiben volt. A leningrádi katonai körzetben 164, a balti körzetben 135, a belorusz körzetben 233, a kijevi körzetben 190 és az odesszai körzetben 195, összesen 917 gép volt, ezekből mindössze 81 volt szolgálaton kívül. További 64 MiG tartozott a haditengerészeti légierőhöz, 38 a balti-tengeri flotta légierejéhez és 26 a fekete-tengeri flotta légierejéhez.
A 4. és az 55. vadász repülőezred legtöbb MiG–3 vadászgépe az odesszai körzetben állomásozott és tapasztalataik a háború első napjaiban tipikusnak voltak mondhatók. A 4. egység gyakorlott pilótákból állt. Lelőttek egy román Bristol Blenheim felderítő bombázót, ezt megerősítette a háború utáni kutatás is. Egyetlen gépet veszítettek, mely felszállás alkalmával egy akadálynál összetört. Az 55. egység, amely kevésbé gyakorlott pilótákkal repült, három légigyőzelmet jelentett, ám a későbbi vizsgálatok csak egy német Henschel Hs 126 repülőgépnél erősítették meg, hogy 40%-os roncsolás érte, de az egység három pilótája elesett és kilenc repülőgépet veszítettek el. A legszokatlanabb egy MiG–3 géppár esete volt, akik Ploiești felett végeztek felderítő tevékenységet, de rosszul mérték fel az üzemanyag-fogyasztásukat, és amikor kifogyott az üzemanyaguk, kényszerleszállást kellett végrehajtaniuk.
A belső körzetek legtöbb gépét a légvédelemhez irányították, ahol az alacsony magasságban tapasztalt teljesítmény-hátrányuk kevésbé volt fontos. Július 10-én 299 gépet helyeztek át a légvédelemhez, legtöbbjüket a 6. vadász repülőhadtesthez Moszkvába, míg csak 293 maradt a légierőnél és 60 a haditengerészetnél, összesen csak 652 gép, annak ellenére, hogy több száz MiG-et gyártottak le. Október 1-jén, a Moszkva elleni német támadás előestéjén csak 257 tartozott a légierőhöz, 209 a légvédelemhez és 46 a haditengerészethez vagyis összesen 512 repülőgép, 140 géppel kevesebb, mint július 10-én, annak ellenére, hogy több mint ezer gépet szállítottak a frontra a gyárakból. December 5-én, a Moszkva alatti ellentámadás megindulásának napján a légierő állományához már csak 210, a haditengerészetéhez 33 és a légvédeleméhez 309. gép tartozott. Ez összesen 552 gépet jelentett, a növekedés mindössze 40 gép lett.
1941-1942 tele folyamán az összes megmaradt MiG–3-at átirányították a haditengerészethez és a légvédelemhez, 1942. május 1-jére már egyetlen gép sem maradt a légierő kötelékében. Ekkor a tengerészet 37, a légvédelem 323 MiG-gel rendelkezett. 1944. júniusára a haditengerészet a megmaradt gépeit átadta a légvédelemnek, mely mindössze 17 gépet jelentett le, ezeket 1945. január 1-jéig mind leszerelték. Kétségtelenül maradtak példányok a gyakorló egységeknél, de harci bevetésükre nem került többé sor.
A MiG–3 korlátai ellenére Alekszandr Pokriskin, a harmadik legnagyobb szövetséges ász pilóta 53 igazolt és hat megosztott légi győzelemmel több sikeres légicsatát vívott a háború elején MiG–3-mal.

## Változatok
Néhány próbálkozás történt arra, hogy a gépet felszereljék az eredetileg tervezett Mikulin AM–37 motorral. Ennek a repülőgépnek a jele MiG–7 lett és egy MiG–3 átalakításával született kísérleti darabként 1941 májusában. A gép hosszanti stabilitása gyengének bizonyult és a motor is több hiányossággal küzdött. A német invázió a következő hónapban az AM-37 további fejlesztését megállította, mivel Mikulin minden energiáját a már gyártásban lévő AM–35 és AM–38 hajtómű kötötte le.
A repülőgép kis magasságú teljesítményének javítása érdekében egy példányt kipróbáltak az AM–38 motorral is, mely az Il–2 hajtóműve volt. A gép sebessége 14 km/h-val nagyobb volt, mint a többi MiG–3-é és sokkal fordulékonyabb lett tengerszinten. Elrendelték a típus gyártását, miután átesett az állami vizsgálatokon, azzal a megjegyzéssel, hogy 16 °C külső hőmérséklet felett a hajtómű hajlamos túlmelegedni. Az egyetlen prototípust azonban október 5-én egy próbarepülés közben lelőttek és ezután olyan döntés született, hogy a programot nem folytatják tovább, mert e legyártott motorokat mind az Il–2 csatarepülőgépekbe kell beépíteni. A háború egy későbbi szakaszában mégis átépítettek mintegy 80 MiG–3 vadászgépet AM–38 motorral és közülük több két 20 mm-es SVAK gépágyút is kapott fegyverzetként.
1941. május 13-án megrendelték egy MiG–3 átalakítását Svecov AS–82 csillagmotorral. Az átalakított repülőgép különböző neveken szerepelt: I–210, MiG–3-82, Szamoljot IH vagy Izgyelije 65. A konstrukció sikertelen volt, de azért annyira reményt keltő, hogy I–211 kódjel alatt tovább folytassák a fejlesztését.
Egy sor más újítást is kipróbáltak a MiG–3 repülőgépekkel. Résszárnyakat vizsgáltak 1941-ben, de az I–210 típuson kívül a sorozatban gyártott gépekre nem szerelték fel. Egy gép hatágú légcsavart kapott, hogy a Moszkva fölé nagy magasságban berepülő Ju 86 P repülőgépeket el tudja érni a megnövelt tolóerejű hajtóművel. Az új légcsavarkúpba hat szabványos VIS–61 típusú lapátot építettek be, de a programról semmi továbbit nem lehet tudni. Négy repülőgépbe AFI–1 kamerát szereltek be és egy ötödikben elvégezték mindazokat az átalakításokat, amelyeket az első négy által szerzett tapasztalatok alapján megvalósítottak. A próbák után a változatot jóváhagyták. A legnagyobb szolgálati magasság növelése érdekében a gép tömegét 3098 kg-ra csökkentették, de nem tudni más részleteket, azon kívül, hogy a legnagyobb magasság 11 750 m értékre nőtt.
1941-ben javaslat született arról is, hogy a MiG–3-at parazita repülőgépként használják a Pe–8 anyagéppel kombinálva a Zveno program kereteiben. A négymotoros Pe–8 bombázó két MiG–3SPB gyors zuhanóbombázóvá átalakított vadászgépet vitt volna magával közel a célponthoz. A célpont közelében a gépeket eloldották volna és önállóan rárepülve a szárnyak alatt elhelyezett két 250 kg-os FAB–250 típusú bombát dobtak volna le, majd önállóan tértek volna vissza a legközelebbi baráti repülőtérre. A német invázió előtt előkészítő munkákat végeztek a tervvel kapcsolatban, de a kialakult fronthelyzet miatt felhagytak a további munkákkal. Úgy becslik, hogy az anyagép a zuhanóbombázókkal legfeljebb 260 km/h sebességgel repült volna mintegy 1450 km távolságra.
A MiG–3 vadászrepülőgépet csak a Szovjetunió üzemeltette.

## Túlélő példányok
Az orosz Aivarestoration vállalat három MiG–3-ast újjáépített Allison motorokkal. Egy az Egyesült Államokba került, egy pedig Oroszországban maradt.

## Műszaki adatok

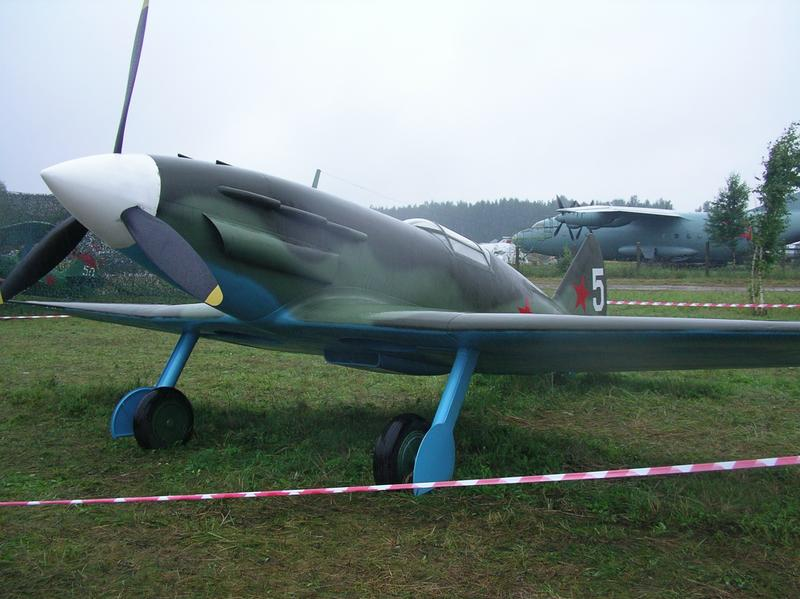
MIG-3 makett a légierő központi múzeumában, Monyinóban

## Műszaki adatok[31]
- Személyzet: 1 fő

### Méretek
- Hossz: 8,25 m
- Fesztáv: 10,20 m
- Magasság: 3,30 m
- Szárnyfelület: 17,44 m²
- Szárnyprofil: Clark YH

### Tömeg
- Üres tömeg: 2699 kg
- Teljes tömeg: 3355 kg

### Hajtómű
- Típus: Mikulin AM-35A vízhűtéses V-12 dugattyús motor 1 légcsavarral
- Teljesítmény: 993 kW (1350 LE)

### Teljesítményadatok
- Legnagyobb sebesség: 640 km/h 7800 m-en
- Legnagyobb sebesség tengerszinten: 505 km/h
- Hatósugár: 820 km
- Magasság: 12 000 m
- Szárny felületi terhelése: 155 kg/m²
- Teljesítmény/tömeg: 0,30 kW/kg
- Emelkedési idő 8000 m-re 10,28 min

### Fegyverzet
- 1 × 12,7 mm UBSZ géppuska
- 2 × 7,62 mm SKASZ géppuska
- 2 × 100 kg bomba, 2 vegyszerkonténer harci gázra vagy gyúlékony folyadékra, vagy 6 × 82 mm RSZ–82 földi célok elleni nem irányított rakéta